# Борковский, Иван (археолог)
Иван Борковский (укр. Іван Борковський; 8 сентября 1897, Чертовец, Королевство Галиции и Лодомерии, Австро-Венгрия — 17 марта 1976, Прага, Чехословакия) — украинский и чехословацкий археолог, доктор исторических наук, исследователь Пражского града.

## Биография
Родился 8 сентября 1897 года в селе Чертовец, Австро-Венгрия (ныне в Ивано-Франковской области Украины).
Во время Первой мировой войны Иван Борковский воевал в рядах австро-венгерской армии. Во время революций — в рядах УГА, армии ЗУНР. Участвовал в боях на Сиховском отрезке украинского-польского фронта битвы за Львов. Во время боев с войсками большевиков и армией генерала А. Деникина участвовал в переговорах в штабе Нестора Махно.
В 1922 году после окончания гимназии поступает на философский факультет Карлова университета в Праге.
В 1928—1929 годах Иван Борковский подготовил и защитил на философском факультете Карлова университета кандидатскую диссертацию на тему «О происхождении культуры шнуровой керамики». Докторскую диссертацию на тему «Пражский град в свете новых исследований» защитил в 1961 году.
Работал на кафедре археологии Украинского свободного университета в Праге; в 1938-45 годах — его ректор.
И. Борковский активно сотрудничал с Украинским высшим педагогическим институтом им. Михаила Драгоманова, Украинским историко-филологическим обществом; принимал активное участие в международных научных форумах, съездах, конгрессах в Берлине, Париже, Лондоне, Праге, выступал с научными докладами на Международном съезде славистов в Варшаве, украинских научных съездах 1926−1932 годов в Праге.
Умер 17 марта 1976 года в Праге.

## Творчество
Автор более 150 научных работ, в том числе нескольких монографий. Первым изучил и выделил так называемый пражский тип керамики в качестве доказательства древнего славянского заселения Центральной Европы.